# Flydejord
Flydejord er et fænomen, der optræder på bakker i områder med permafrost. I sommerperioden, hvor de øverste jordlag tør, kan de flyde ovenpå den underliggende, frosne jord. Denne proces medfører med tiden, at bakker bliver bløde og afrundede, som det kan ses på bakkerne i den del af Danmark, der var dækket med is i den seneste istid, Weichsel-istiden.
| Geologi | Spire Denne artikel om geologi er en spire som bør udbygges. Du er velkommen til at hjælpe Wikipedia ved at udvide den. |